# Golden Beach (Floryda)
Golden Beach – miasto w Stanach Zjednoczonych, w stanie Floryda, w hrabstwie Miami-Dade.